# Володимирський історичний музей
Володимирський історичний музей  — одна з найдавніших збірок старожитностей Волинського краю заснована 1887 року: тоді в місті задля збереження та вивчення пам'яток старовини володимирська громадськість організувала Давньосховище. На початку XX століття в колекції Давньосховища, що стала прообразом теперішнього музею, зберігалися сотні цінних експонатів: стародруки, рукописи (у тому числі Євангеліє XVI ст.), ікони, монети. Очолював музей краєзнавець-ентузіаст, дворянин О. М. Дверницький (1838—1906), голова Братства Св. Володимира.
Чимало експонатів Давньосховища під час Першої світової війни було передано до харківських музеїв. У міжвоєнний період історичний музей знаходився в приміщеннях Домініканського монастиря, пам'ятки архітектури XV—XVIII століть.
Музейну експозицію можна оглянути з 11.00 до 17.00, крім суботи.

## Фонди
В музеї зберігається понад 18000 експонатів основного фонду: археологія, нумізматика, іконопис, декоративно-прикладне мистецтво, етнографія; письмові документи, стародруки, фотоматеріали.
У 2013 році нумізматична колекція музею поповнилась рідкісною монетою — срібляником київського великого князя Володимира.
У 2023 році колекція документів поповнилась візитними картками 20-30 років XX століття.

## Експозиція
Постійно проводяться екскурсії по музейній експозиції, що охоплює період історії Володимирщини від найдавніших часів і до XX століття, а також екскурсії по архітектурних та археологічних пам'ятках та району.

## Музей сьогодні
Наукові працівники музею вивчають історію Волинського краю, беруть участь в багатьох науково-краєзнавчих конференціях, археологічних та етнографічних експедиціях, ведуть просвітницьку роботу з учнями місцевих шкіл та студентами. В стінах музею регулярно відбуваються тематичні виставки, а також персональні виставки художників.

## Участь у проєктах
Музей — учасник міжнародного проєкту «Королівськими шляхами Європи».
Музей співпрацює з Волинським і Рівненським краєзнавчими музеями, Львівською бібліотекою імені Василя Стефаника, а також Музеєм Замойських (Польща).
Нині музей розміщений в одному з найкращих будинків міста — пам'ятці архітектури початку XIX століття.